# Mats Bergmans (musikalbum från 1991)
Mats Bergmans är ett album från 1991 av det svenska dansbandet Mats Bergmans.

## Låtlista
1. Höga berg, djupa hav
2. Varma vindar och ett soligt hav
3. Mitt bästa för dig
4. Vem får följa dig hem
5. Ett hjärta av guld
6. Inget kan stoppa oss nu
7. Tusen vackra bilder
8. Då tänds lyktorna i stan
9. Resa in i kärleken
10. Breaking Up Is Hard to Do
11. The Phantom of the Opera
12. Tack för en vanlig dag